# TIDAS
TIDAS (Totalintegrerat Datorsystem) är det ursprungliga namnet på det datorbaserade system som används för att övervaka det svenska elkraftsnätet. Det sattes i drift 1975, och kallas idag för Driftdatanätet och ägs av Svenska Kraftnät. Systemet bygger fortfarande på samma principer och programvara som när det startades.

## Bakgrund
Fram till och med början av 1970-talet var telefonen det främsta verktyget för de ingenjörer som jobbade i det svenska elkraftnätets kontrollrum. Under mitten och slutet av samma årtionde påbörjades en datorisering av elsystemet och utvecklandet och införandet av övervakningssystemet TIDAS var den mest genomgripande förändringen. Under 1960-talet fick ASEA i uppdrag av Vattenfall att skapa ett datorbaserat övervakningssystem för att minska risken för störningar i Sveriges kraftnät. Torsten Cegrell på ASEA arbetade med utvecklandet av systemet och han inspirerades av paketförmedlingen i ARPANET, en föregångare till internet, efter att ha haft kontakt med den amerikanske datavetaren Leonard Kleinrock. TIDAS innehöll dock långt fler datorer och routingmekanismen som ARPANET använde sig av hade för hög felprocent för att kunna användas fullt ut. År 1972 fann man en lösning på problemet då man införde ett för tiden nytt begrepp, split horizon, och därmed kunde bygga en robust och stabil routingmekanism. Tekniken som skapades just för TIDAS införlivades så småningom även i ARPANET och blev därmed en del av internet. Torsten Cegrell har själv kallat TIDAS för "världens första kommersiella internetliknande datakommunikationssystem".